# Реализъм (философия)
Вижте пояснителната страница за други значения на Реализъм.
Реализъм е философско учение от средновековната схоластика, което приема, че общите понятия за нещата (универсалиите) съществуват реално, а не са само названия, т.е. не присъстват само в езика, както смята номинализмът и не са само понятия в ума, както счита концептуализмът.

## Представители
- Авицена
- Алберт Велики
- Анселм Кентърбърийски
- Бернар от Клерво
- Бонавентура
- Ериугена
- Платон
- Реймонд Лулий
- Роджър Бейкън
- Тома от Аквино
- Хуго от Сен Виктор
- Шартърска школа